# Criobiologia
A Criobiologia é um ramo da biologia, que estuda os efeitos de baixas temperaturas em células, tecidos e organismos vivos. A palavra criobiologia vem do grego cryo = frio, bios = vida, e logos = ciência.
Na prática, a criobiologia estuda compostos ou sistemas biológicos a temperaturas abaixo das temperaturas normais.
Os compostos ou sistemas podem incluir proteínas, células, tecidos, órgãos, ou todo um organismo. As temperaturas podem variar de condições hipotérmicas moderadas até temperaturas criogénicas.

## Definições
Criobiologiaé o estudo da vida a baixas temperaturas.
Criogeniaé o ramo da física e engenharia que estuda a produção e uso de temperaturas muito baixas. Embora vulgarmente confundida, não se deve confundir com criónica.
Criônica (português brasileiro) ou criónica (português europeu)é a preservação a baixas temperaturas de humanos ou mamíferos com o objectivo de serem reanimados no futuro. A criónica não é considerada como uma parte da criobiologia, uma vez que continua dependente em grande parte de especulações de tecnologia futura que pode ou não ser inventada.
Criopreservaçãoé a tecnologia através da qual células, tecidos ou embriões são preservados pelo arrefecimento a temperaturas abaixo do ponto de congelação da água.

## Principais áreas de estudo
As 6 principais áreas de estudo da criobiologia podem ser consideradas:
1. Estudo da adaptação ao frio de microorganismos, plantas (=Hardening), e animais, ambos vertebrados e invertebrados (= hibernação).
2. Criopreservação de células, tecidos, gâmetas e embriões de origem animal e humana com fins médicos e armazenamento a largo prazo. Este processo requere, normalmente, a adição de substâncias que protegem as células durante o congelação e descongelação (crioprotectores).
3. Preservação de órgãos em condições hipotérmicas para transplante.
4. Liofilização de fármacos, alimentos etc.
5. Criocirurgia, método terapêutico usado para a destruição de tecidos defeituosos ou doentes usando gases/fluidos criogénicos.
6. Física da sobrefusão,  nucleação/crescimento do gelo e aspectos mecânicos da transferência de calor durante o arrefecimento e aquecimento.

## História da Criobiologia

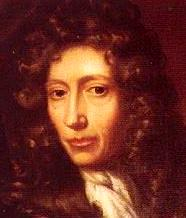
Boyle.

A história da Criobiologia remonta à antiguidade, 2500 a.C. as baixas temperaturas eram usadas no Egipto na medicina. O uso do frio foi recomendado por Hipócrates para estancar hemorragias e inchaços. Com  o início da ciência moderna, Robert Boyle estudou os efeitos das baixas temperaturas em animais.
Em 1949 foi pela primeira vez criopreservado sémen de touro por uma equipa de cientistas liderado por Christopher Polge (1926-2006). Este facto levou a um amplo uso, actualmente, da criopreservação, com vários tipos de órgãos, tecidos e células que são frequentemente armazenados a baixas temperaturas. Órgãos como corações são normalmente armazenados e transportados, por curtos períodos de tempo, a baixas temperaturas (mas não de congelação) para transplante. Suspensões celulares (como sémen e sangue) e secções finas de tecidos podem, em alguns casos, ser armazenadas, quase indefinidamente á temperatura do azoto líquido (Criopreservação). Sémen humano, oócito e embriões são rotineiramente armazenados em centros de investigaçao e tratamento de infertilidade. No princípio da década de 2000 nasceu o primeiro bebé resultante da fertilização de um oócito criopreservado por um espermatozóide criopreservado.
A Criocirurgia foi utilizada pela primeira vez por James Arnott em 1845 numa operação a um paciente com cancro.

## Congelação de organismos vivos
Muitos organismos são capazes de tolerar longos períodos de tempo a temperaturas abaixo do ponto de congelação da água.
A maioria dos organismos vivos acumula crioprotectores tais como proteínas anti-congelação, polióis e glucose para se protegerem contra os danos causados pelos cristais de gelo. A maioria das plantas consegue suportar temperaturas até -4°C ou -12°C.

### Bactérias
Foi descrito em três espécies de bactérias, Carnobacterium pleistocenium, Chryseobacterium greenlandensis e Herminiimonas glaciei a capacidade de serem reanimadas, depois de terem estado congeladas durante milhares de anos.
Algumas bactérias, tal como a Pseudomonas syringae, produzem proteínas especializadas que servem como potentes ice nucleators, que são usadas para forçar a formação de gelo na superfície de vários frutos e plantas a cerca de -2 °C.
O congelamento causa danos no epitélio tornando os nutrientes nos tecidos externos da planta, disponíveis para a bactéria.

### Plantas
Várias plantas usam um processo chamado hardening que lhes permite sobreviver a temperaturas abaixo de 0°C durante semanas ou meses.

### Animais

#### Invertebrados
Nemátodos que sobrevivem a temperaturas a baixo de 0 °C incluem Trichostrongylus colubriformis e Panagrolaimus davidi.
As larvas da barata japonesa Periplaneta japonica sobrevivem curtos períodos de tempo -6 ou -8 °C. A barata norte americana Cucujus clavipes pode sobreviver após ter sido congelada a -150 °C. O mosquito Exechia nugatoria consegue sobreviver após ter sido congelado a -50 °C, através de um mecanismo que permite a formação de cristais de gelo no corpo mas não na cabeça.
Também a barata Upis ceramboides apresenta tolerância à congelação.
Outros invertebrados tolerantes a baixas temperaturas são os tardígrados que podem sobreviver a -271 °C, próximo do zero absoluto, considerado um extremófilo.
A larva do nemátode Haemonchus contortus pode sobreviver 44 semanas congelada a -196°C.

#### Vertebrados
A rã dos bosques Rana sylvatica pode chegar, durante o inverno, a ter 70% da água do seu corpo em gelo. A resistência deve-se ao facto de esta espécie para além de possuir um "anticongelante" no seu sangue, direccionar o congelamento apenas para algumas partes do seu corpo. Durante esta hibernação o coração deixa de funcionar.
Outros vertebrados que conseguem sobreviver com temperaturas corporais inferior a 0 °C incluem as tartarugas pintadas Chrysemys picta, a rela norte americana Gray tree frog Hyla versicolor, a tartaruga-de-caixa-oriental Terrapene carolina carolina, a rã norte americana spring peeper Pseudacris crucifer, a cobra gartner comum Thamnophis sirtalis, a rã Pseudacris triseriata, a salamandra siberiana Salamandrella keyserlingii, a lagartixa Lacerta vivipara e peixes da antártida tais como Pagothenia borchgrevinki .
Durante a hibernação o Esquilo-do-ártico pode suportar temperaturas abdominais até −2.9 °C, mantendo estas temperaturas a baixo de zero na zona abdominal por mais de três semanas seguidas, embora as temperaturas no pescoço e na cabeça se mantenham a 0°C ou superiores.
Os embriões humanos podem sobreviver à criopreservação a -196°C por 10 anos em condições controladas laboratorialmente.

## Criobiologia em Humanos
Criopreservação nos humanos aplicada à preservação ou tratamento da infertilidade, envolve a preservação de embriões (pré-embriões de 2, 4 e 8 células ou blastocistos), sêmen e oócitos usando congelação lenta, podendo serem preservados por mais de 10 anos em azoto líquido. A fertilização in vitro, é realizada nos gametas femininos (oócitos) e masculinos (espermatozoides) após descongelados e/ou à fresco. No caso da criopreservação de oócitos, após descongelado é submetido à fertilização in vitro e após desenvolvimento adequado do embrião  é transferido para o útero, onde ocorre a implantação. Nos casos de embriões criopreservados após serem descongelados, são colocados diretamente no útero.
A vitrificação que implica a transformação de uma solução aquosa num liquido amorfo com aspecto vítreo devido a um resfriamento muito rápido, tem as suas vantagens e desvantagens e não é tão controlável como as técnicas de congelação lenta aplicadas a sêmen, oócitos e embriões. Mas tem sido praticada preferencialmente como técnica de criopreservação  devido aos resultados superiores aos da congelação lenta.
Vários estudos têm também realizado a criopreservação de tecido óvárico conjuntamente com oócitos, com o objectivo de posteriormente os transplantar conjuntamente para o útero, simulando o ciclo ovárico. Em 2004 foi reportado o primeiro nascimento resultante de tecido ovárico criopreservado.
A terapia hipotérmica, por exemplo, aplicada durante a cirurgia cardiovascular permite operações muito mais longas e uma melhor recuperação dos pacientes.

## Criobiologia aplicada
A Criobiologia é uma ciência aplicada que visa o estudo da preservação da vida a baixas temperaturas. Armazenamento hipotérmico refere-se a temperaturas entre 0°C e a temperatura corporal dos mamíferos (32°C a 37°C). Armazenamento usando a criopreservação, por outro lado, é realizada entre -80°C e -196°C. Normalmente o armazenamento hipotérmico é aplicado a órgãos e tecidos, enquanto a criopreservação é aplicada a células individuais.
Em regra no armazenamento hipotérmico cada redução de 10°C é acompanhado por um decréscimo em 50% no consumo de oxigénio. Tecidos e órgãos mantidos em condições hipotérmicas para transplante de órgãos requerem soluções especiais que impeçam a acidose, diminuam a actividade das bombas de Na+/K+-ATPase e aumentem a concentração intracelular de cálcio.